# Стеклянница рогохвостовая
Стеклянница рогохвостовая (лат. Bembecia uroceriformis) — вид бабочек рода Bembecia из семейства стеклянниц (Sesiidae).

## Распространение
Западная Палеарктика. От Марокко и Португалии до Крыма и Грузии, от Иордании и Саудовской Аравии до Франции и Словакии.

## Описание
Размах крыльев от 19 до 26 мм. От близких видов самцы отличаются черными усиками (с металлическим блеском), тегулы чёрные. У самок задняя прозрачная область переднего крыла неразвита, покрыта оранжевыми чешуйками.
Крылья прозрачные (почти без чешуек). Внешне сходны с осами (основная окраска чёрная с жёлтыми или беловатыми отметинами). Хоботок короткий, редуцированный. Летающие днём чешуекрылые, взрослые особи отмечаются в летний период. Гусеницы питаются на корнях трав и кустарников бобовых растений.
Вид был впервые описан в 1834 году, а его валидный статус подтверждён в ходе ревизии, проведённой в 2018 году российскими лепидоптерологами О. Г. Горбуновым (Институт проблем экологии и эволюции им. А.Н. Северцова РАН, Москва) и К. А. Ефетовым (Крымский федеральный университет им. В. И. Вернадского, Симферополь).